# Loma de Tiscapa
Loma de Tiscapa je vulkanska gora v mestnem območju mesta Managua, glavnega mesta Nikaragve. Zahodno stran Lome sestavljajo stavbe vojaške bolnišnice, na severni strani je Colonia Militar, na vzhodni strani gore pa je nočni klub Mirador Tiscapa.

## Spominki iz zgodovine Nikaragve
Loma ponuja razgled na Managuo in njeno okolico. Na gori so razstavljeni spominki iz zgodovine Nikaragve. To so zadnji del konjeniškega kipa Anastasia Somoze Garcíe, lahko gosenično oklepno vozilo tipa Tankette L3, darilo Benita Mussolinija Anastasiu Somozi Garcíi, in tank na kolesih tipa Daimler Mk I, ki ga je Fulgencio Batista podaril Somozi Garcíi.

## Potres 1972
Loma zdaj leži na robu kraterja eksplodiranega vulkana, ki se je nekoč dvigoval nad Laguno de Tiscapa. Tresenje potresa leta 1972 je bilo zabeleženo v bližnji rafineriji nafte ExxonMobil. Ti zapisi in obseg uničenja v mestnem območju so pokazali, da je Loma epicenter potresa.

## Laguna de Tiscapa
V južnem delu Lome leži Laguna de Tiscapa, del jezera Managua. Njegova gladina je 52 metrov nad morsko gladino, globina pa 40 metrov. Brezvodna laguna se polni s sedimenti, ki so imeli antropogene dodatke približno 130 let. Južna pritoka sta Avenida Casimiro Sotelo in Avenida de las Naciones Unidas, ki se izliva v Los Gauchos in je severni podaljšek Carretera a Masaya.

## Zgodovina
Tiscapa pomeni 'ogledalo' v nahuatl. José Santos Zelaya je dal leta 1894 zgraditi trdnjavo na Lomi. 25. novembra 1888 je bila odprta oskrba z vodo preko cevi in črpalk, pri čemer so bregovi Loma tvorili najvišjo točko. 25. oktobra 1925 je Emiliano Chamorro Vargas zasedel uradno rezidenco predsednika Joséja Carlosa Solórzana Gutiérreza v Loma de Tiscapa, ki je bila zasedena v njegovem državnem udaru, ki je pozneje postal znan kot El Lomazo. 4. januarja 1931 je José María Moncada Tapia odprl svojo uradno rezidenco na Tiscapi. Ta stavba je prvo poškodovana v potresu 31. marca 1931 ob 10.23. Po potresu je Moncada ostal pri Anastasio Somoza García. Somoza je kasneje dal uradno rezidenco poveljnika Guardia Nacional de Nikaragve, imenovano La Curva, zgraditi poleg predsednikove. 21. februarja 1934 je Augusto César Sandino zadnjič večerjal na Lomi in ob odhodu iz stavbe so ga Somozini ljudje umorili. Po navdihu Mussolinija je Somoza García dal zgraditi Tribuna Monumental en la Explanada de Tiscapa, oder za občinstvo s 700 sedeži, pred katerim je potekala inavguracija Leonarda Argüella Barreta. Elegantni sprejemi so potekali na terasah, v kleteh stavb so potekale mučenja in posilstva, drugod pa so žrtve pobijali. Po potresu leta 1972 je Anastasio Somoza Debayle zgradil novo stavbo, ki je postala znana kot Bunker. Zajetje Tiscape 19. julija 1979 je simboliziralo konec vladavine klana Somoza.
Loma se je še naprej uporabljala kot zapor; garaža za tanke Primer Batallón Guardia Nacional je bila uporabljena za zapornike iz Guardia Nacional de Nikaragva, za člane Partido Liberal Nacionalista, Somozine stranke in nevojaške civiliste. Pomemben zapornik je bil Nicolás López Maltez, takrat urednik dnevnega časopisa La Estrella de Nicaragua. Drug pomemben zapornik je bil Enrique Bolaños Geyer, ki je bil takrat predsednik poslovnega združenja Consejo Superior de la Empresa Privada (COSEP).
Leta 1990 je bila postavljena skulptura Augusta Césarja Sandina v slogu silhuete.